# Sycon scaldiense
Sycon scaldiense är en svampdjursart som först beskrevs av Van Koolwijk 1982.  Sycon scaldiense ingår i släktet Sycon och familjen Sycettidae. Inga underarter finns listade i Catalogue of Life.